# 瑪麗斯塔德
瑪麗斯塔德（瑞典語：Mariestad）是位於瑞典西約塔蘭省的一個城市，也是瑪麗斯塔德市的行政中心。據2010年統計，瑪麗斯塔德有人口15,591人。瑪麗斯塔德建城於1583年。